# Hackness
Hackness is een civil parish in het bestuurlijke gebied Scarborough, in het Engelse graafschap North Yorkshire met 221 inwoners.

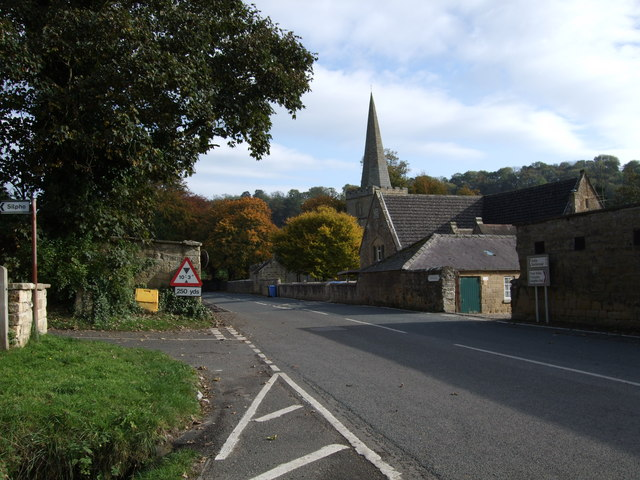
Hackness